# John Brady Kiesling
Pour les articles homonymes, voir Brady.
John Brady Kiesling, né en 1957 à Houston, est un ancien diplomate américain et un écrivain connu pour son livre Diplomacy Lessons: Realism for an Unloved Superpower.

## Biographie
John Brady Kiesling naît à Houston en 1957. Il étudie à l'université de Californie à Berkeley, à l'American School of Classical Studies d'Athènes et au Swarthmore College.
En 2003, il est le premier de trois employés du service extérieur des États-Unis à démissionner de son poste dû à l'invasion de l'Irak par les États-Unis cette-année. Sa lettre de démission est notamment publiée dans le New York Times et a circulé partout dans le monde. Il avait auparavant travaillé aux ambassades des États-Unis de Tel-Aviv (en), de Casablanca et de Erevan (en),. Il supportait mieux les politiques adoptées par l'ancien président américain George W. Bush lors de la guerre du Golfe et étaient donc contre les mesures prises lors de l'invasion de l'Irak.
Après 20 ans en tant que diplomate, il retourne aux études et devient archéologue. Il travaille en tant qu'archéologue volontaire dans les sites de Corinthe, en 1980, Némée, en 1981, Aphrodisias, en 1982, Vorotan, en 2007, Zagora, en 2014 et à Méthone, en 2015. Il travaille présentement pour Topos Text à Athènes, en Grèce. Sa fille Lydia Kiesling (en) est aussi écrivaine.